# Persone di nome Sonia
| Questa pagina contiene informazioni ricavate automaticamente dalle voci biografiche con l'ausilio del template Bio e di un bot. L'aggiornamento è periodico e automatico e ricostruisce completamente la pagina. Se manca una persona in questa lista, sei pregato di non aggiungerla, ma accertati piuttosto che la sua voce biografica contenga il template Bio e che i dati anagrafici siano correttamente compilati. Se il template Bio manca, inseriscilo tu stesso o, in alternativa, metti l'avviso {{tmp\|Bio}} che ne segnala la mancanza. Se i dati riportati sono sbagliati, correggi direttamente la voce biografica; le modifiche saranno visibili in questa lista entro pochi giorni. Per chiarimenti vedi il progetto antroponimi. La lista contiene solo le 76 persone che sono citate nell'enciclopedia e per le quali è stato implementato correttamente il template Bio. Pagina aggiornata al 22 lug 2025. |

Questa è una lista di persone presenti nell'enciclopedia che hanno il nome Sonia, suddivise per attività principale.

## Allenatrici di calcio(1)
- Sonia Bompastor, allenatrice di calcio e ex calciatrice francese (Blois, n. 1980)

## Artiste(1)
- Sonia Boyce, artista britannica (Islington, n. 1962)

## Astiste(1)
- Sonia Malavisi, astista italiana (Roma, n. 1994)

## Attrici(8)
- Sonia Aquino, attrice italiana (Avellino, n. 1977)
- Sonia Ben Ammar, attrice, modella e cantante francese (Parigi, n. 1999)
- Sonia Bergamasco, attrice e regista italiana (Milano, n. 1966)
- Sonia Gessner, attrice svizzera (Milano, n. 1938)
- Sonia Petrovna, attrice e ballerina francese (Parigi, n. 1952)
- Sonia Todd, attrice australiana (Adelaide, n. 1959)
- Sonia Topazio, attrice, giornalista e scrittrice italiana (Potenza, n. 1969)
- Sonia Viviani, attrice italiana (Roma, n. 1958)

## Autrici televisivi(1)
- Sonia Raule, autrice televisiva, conduttrice televisiva e scrittrice italiana (Milano, n. 1963)

## Calciatrici(3)
- Sonia Bermúdez, ex calciatrice spagnola (Madrid, n. 1984)
- Sonia Bianco, calciatrice italiana (Venaria Reale, n. 1988)
- Sonia O'Neill, calciatrice canadese (Toronto, n. 1994)

## Cantanti(6)
- Sonique, cantante e disc jockey britannica (Crouch End, n. 1965)
- Sonia Gigliola Conti, cantante italiana (Senigallia, n. 1952)
- La Húngara, cantante spagnola (Écija, n. 1980)
- Viktor Lazlo, cantante, attrice e scrittrice francese (Lorient, n. 1960)
- Sonia, cantante italiana (Prato, n. 1951)
- Sonia, cantante britannica (Liverpool, n. 1971)

## Cestiste(5)
- Sonia Blanco, ex cestista spagnola (Madrid, n. 1973)
- Sonia Chase, ex cestista statunitense (Baltimora, n. 1976)
- Sonia Iacono, ex cestista italiana (Ischia, n. 1974)
- Sonia Ursu, cestista rumena (Suceava, n. 1993)
- Sonia de la Paz, ex cestista cubana (n. 1949)

## Cicliste su strada(1)
- Sonia Huguet, ex ciclista su strada francese (Toul, n. 1975)

## Compositrici(1)
- Sonia Bo, compositrice italiana (Lecco, n. 1960)

## Conduttrici televisive(2)
- Sonia Grey, conduttrice televisiva, attrice e showgirl italiana (Rho, n. 1968)
- Sonia Kruger, conduttrice televisiva, conduttrice radiofonica e personaggio televisivo statunitense (Toowoomba, n. 1965)

## Contralti(1)
- Sonia Prina, contralto italiano (Magenta, n. 1975)

## Costumiste(1)
- Sonia Grande, costumista spagnola (Oviedo, n. 1964)

## Cuoche(1)
- Sonia Peronaci, cuoca e conduttrice televisiva italiana (Milano, n. 1967)

## Danzatrici(1)
- Sonia Gaskell, ballerina, coreografa e direttrice artistica lituana (Vilkaviškis, n. 1904 - Parigi, † 1974)

## Dirigenti d'azienda(1)
- Sonia Syngal, dirigente d'azienda statunitense (India)

## Doppiatrici(1)
- Sonia Mazza, doppiatrice italiana (Modena, n. 1972)

## Drammaturghe(1)
- Sonia Antinori, drammaturga, attrice e regista teatrale italiana (Viareggio, n. 1963)

## Fumettiste(1)
- Sonia Leong, fumettista e illustratrice britannica (n. 1982)

## Giavellottiste(1)
- Sonia Bisset, ex giavellottista cubana (n. 1971)

## Ginnaste(1)
- Sonia Iovan, ginnasta rumena (Cluj-Napoca, n. 1935 - La Chapelle-de-Brain, † 2024)

## Giocatrici di curling(1)
- Sonia Dibona, giocatrice di curling italiana (Cortina d'Ampezzo, n. 1974)

## Giornaliste(2)
- Sonia Shah, giornalista statunitense (New York, n. 1969)
- Sonia Singh, giornalista e dirigente d'azienda indiana (Nuova Delhi, n. 1940)

## Imprenditrici(1)
- Sonia Gardner, imprenditrice e manager statunitense (Marrakech, n. 1962)

## Judoka(1)
- Sonia Asselah, judoka algerina (Tizi Ouzou, n. 1991)

## Magistrati(1)
- Sonia Sotomayor, magistrato statunitense (New York, n. 1954)

## Mezzofondiste(2)
- Sonia Maccioni, ex mezzofondista e ex maratoneta italiana (Sesto San Giovanni, n. 1966)
- Sonia O'Sullivan, ex mezzofondista e maratoneta irlandese (Cobh, n. 1969)

## Mezzosoprani(1)
- Sonia Ganassi, mezzosoprano italiano (Reggio nell'Emilia, n. 1966)

## Modelle(3)
- Sonia Couling, modella, attrice e conduttrice televisiva thailandese (Bangkok, n. 1974)
- Sonia Cruz, modella salvadoregna (San Salvador, n. 1990)
- Sonia Rolland, modella e attrice francese (Kigali, n. 1981)

## Pallanuotiste(1)
- Sonia Magarelli, ex pallanuotista italiana (Napoli, n. 1972)

## Pallavoliste(1)
- Sonia Candi, pallavolista italiana (Faenza, n. 1993)

## Partigiane(1)
- Sonia Orbuch, partigiana, scrittrice e superstite dell'Olocausto polacca (Ljuboml', n. 1925 - Corte Madera, † 2018)

## Pittrici(3)
- Sonia Abeloos, pittrice belga (Saint-Gilles, n. 1876 - Bruxelles, † 1969)
- Sonia Terk Delaunay, pittrice ucraina (Odessa, n. 1885 - Parigi, † 1979)
- Sonia Micela, pittrice italiana (Bagnacavallo, n. 1924 - Modena, † 1988)

## Poetesse(1)
- Sonia Sanchez, poetessa statunitense (Birmingham, n. 1934)

## Politiche(5)
- Sonia Alfano, politica italiana (Messina, n. 1971)
- Sonia Fregolent, politica italiana (Conegliano, n. 1974)
- Sonia Gandhi, politica indiana (Lusiana, n. 1946)
- Sonia Masini, politica italiana (Ramiseto, n. 1953)
- Sonia Viale, politica e avvocata italiana (Sanremo, n. 1966)

## Produttrici teatrali(1)
- Sonia Friedman, produttrice teatrale e produttrice cinematografica britannica (n. 1965)

## Registe(1)
- Sonia Nassery Cole, regista, scrittrice e attivista afghana (Kabul, n. 1965)

## Sciatrici alpine(1)
- Sonia Viérin, ex sciatrice alpina italiana (Aosta, n. 1977)

## Scrittrici(3)
- Sonia Greene, scrittrice e editrice statunitense (Ičnja, n. 1883 - Los Angeles, † 1972)
- Sonia Serazzi, scrittrice italiana (Napoli, n. 1971)
- Sonia Terrab, scrittrice, regista e attivista marocchina (Meknès, n. 1986)

## Sollevatrici(1)
- Sonia Borriero, sollevatrice e judoka italiana (Thiene, n. 1988)

## Stiliste(1)
- Sonia Rykiel, stilista e scrittrice francese (Parigi, n. 1930 - Parigi, † 2016)

## Storiche della letteratura(1)
- Sonia Gentili, storica della letteratura e poetessa italiana (Polla, n. 1970)

## Velociste(3)
- Sonia Lannaman, ex velocista britannica (n. 1956)
- Sonia Vigati, ex velocista italiana (Camposampiero, n. 1970)
- Sonia Williams, velocista antiguo-barbudana (Saint John's, n. 1979)